# Cal Newport
Calvin „Cal“ Charles Newport (* 1982) ist ein US-amerikanischer Sachbuchautor und außerordentlicher Professor für Informatik an der Universität Georgetown.

## Ausbildung
Cal Newport wurde am 23. Juni 1982 geboren. Er schloss 2004 sein Bachelorstudium am Dartmouth College ab und erhielt einen Ph.D. in Informatik am Massachusetts Institute of Technology im Jahr 2009 bei Nancy Lynch. Von 2009 bis 2011 war er Postdoktorand in der Informatikabteilung des MIT. Sein Großvater John Newport war Baptistenprediger und Theologe.

## Karriere
2011 kam Newport als Assistenzprofessor für Informatik an die Georgetown-Universität und erhielt 2017 dort eine Anstellung. In seiner Arbeit konzentriert er sich auf verteilte Algorithmen in anspruchsvollen Netzwerkszenarien sowie das Studium von Kommunikationssystemen in der Natur. Newport ist derzeit Distinguished Associate Professor  am Department of Computer Science der Georgetown University und Autor von acht Büchern.

### Aufmerksamkeitsmanagement
Newport startete 2007 den Study Hacks-Blog, in dem er darüber schreibt, „wie man in einem zunehmend abgelenkten digitalen Zeitalter produktive, wertvolle und sinnvolle Arbeit verrichtet“.
Newport prägte den Begriff Deep Work, der sich auf Lernen ohne Ablenkungen wie E-Mail und soziale Medien bezieht. Er stellt weiters die Annahme in Frage, dass die Teilnahme an sozialen Medien für die eigene Karriere wichtig ist.
2017 begann er, sich für den „digitalen Minimalismus“ einzusetzen.
Im Jahr 2021 hat er die Rolle von E-Mail und Chat in unserem Alltag als „den hyperaktiven Schwarmgeist“ bezeichnet.

## Publikationen
- Konzentriert arbeiten: Regeln für eine Welt voller Ablenkungen, ISBN 978-3-86881-657-0
- Digitaler Minimalismus: Besser leben mit weniger Technologie, ISBN 978-3-86881-725-6
- Eine Welt ohne E-Mail: Konzentrierter arbeiten in der Kommunikationsflut, ISBN 978-3-86881-760-7